# セント・ジョンズ・ウッド駅
セント･ジョンズ・ウッド駅（セント･ジョンズ・ウッドえき、英語: St. John's Wood tube station）は、セント・ジョンズ・ウッドにある ロンドン地下鉄の駅である。当駅はジュビリー線のスイス・コテージ駅 と ベーカー・ストリート駅の間、ゾーン2に位置する。
当駅は1939年11月20日に、メトロポリタン線のスタンモア支線の機能がベーカールー線に移動される際、ベーカー・ストリート駅とフィンチリー・ロード駅の間に建設された地下トンネルに設置された。ベーカールー線スタンモア支線が1979年にジュビリー線の一部となったため、当駅もジュビリー線の駅となった。
当駅の開業により、当駅に近いメトロポリタン線の2つの駅、いずれも1868年開業のローズ駅、マールボロ・ロード駅が廃止された。
駅建物はアカシア･ロードとウェリントン・ロードの交差点に位置し、1938年と1939年の地下鉄路線図にはアカシア・ロードまたはアカシアの仮称で記載されていた。当駅はローズ・クリケット・グラウンド、ビートルズゆかりのアビー・ロード・スタジオの最寄り駅であり、当駅でビートルズの土産物が売られている。

## ギャラリー

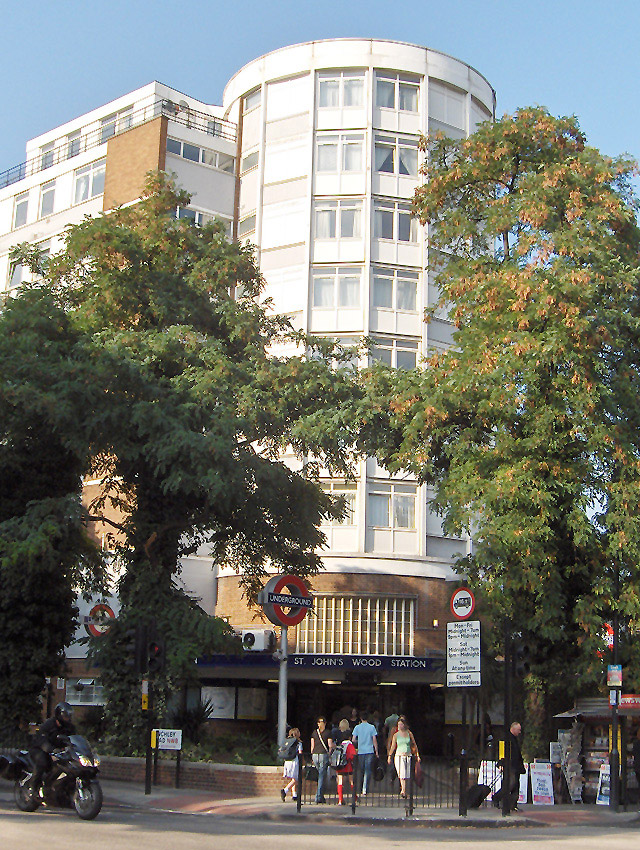
駅入口 (2006年9月撮影)
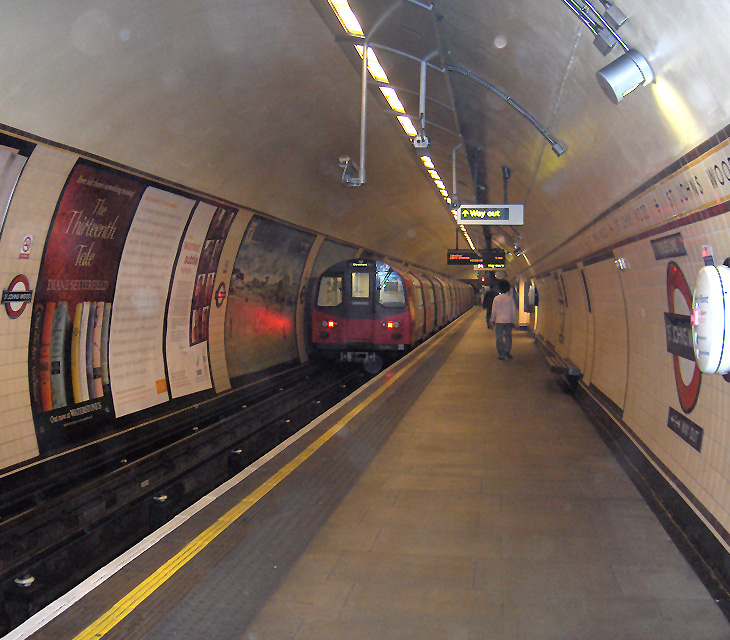
南行き(ストラトフォード方面)ホーム(2006年9月撮影)
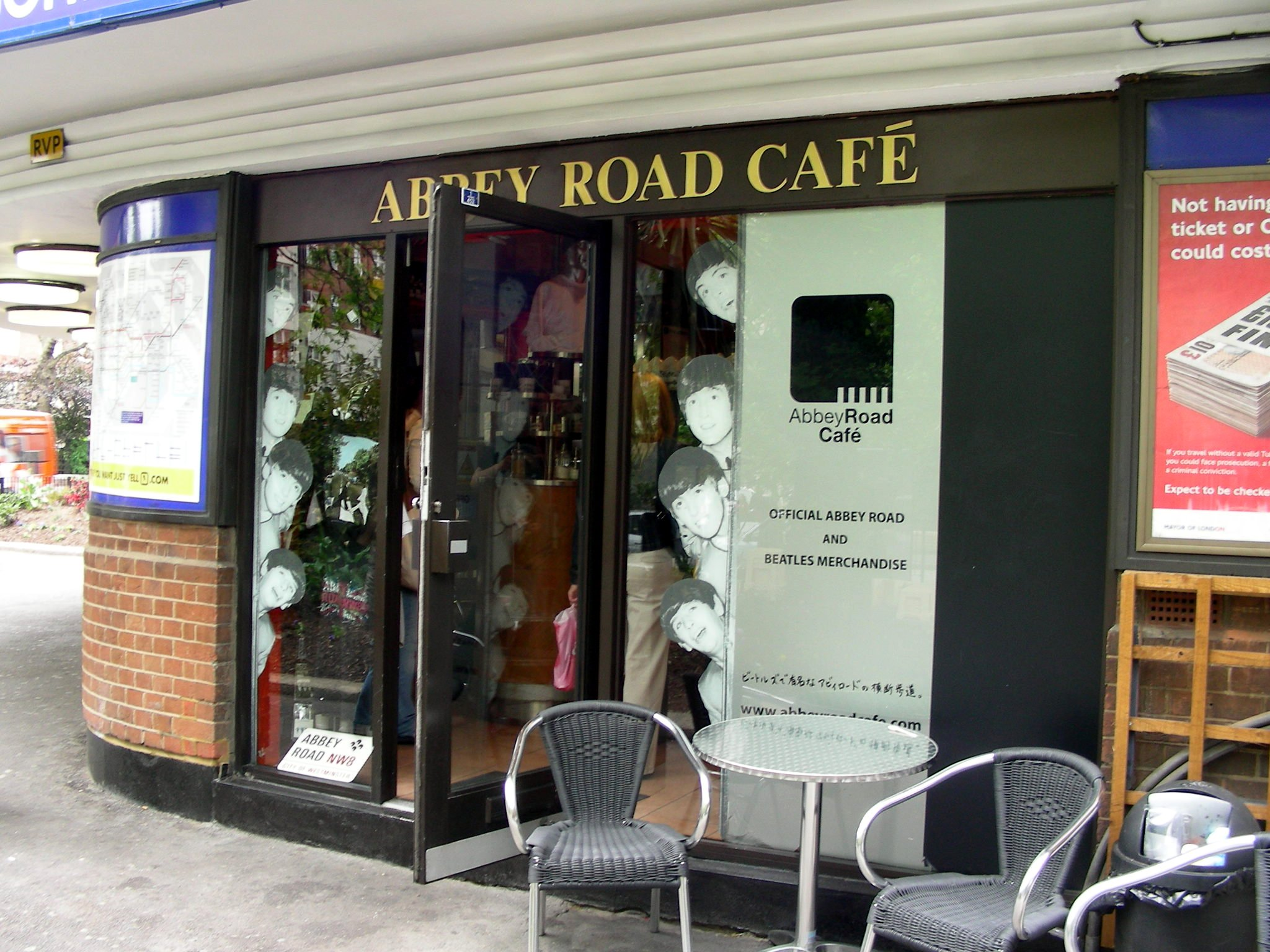
改札口外にあるアビー･ロード・カフェ (2006年5月撮影)
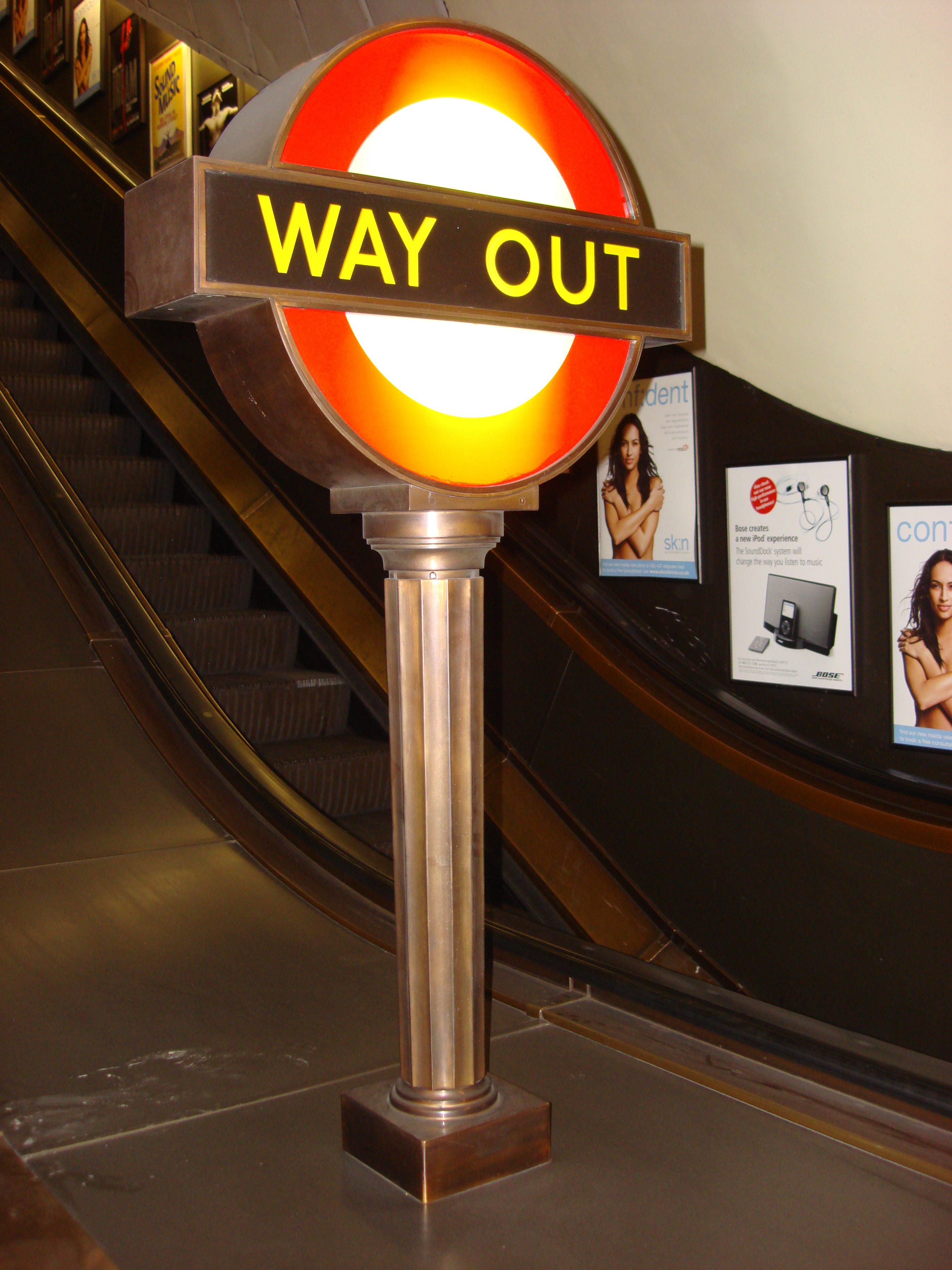
エスカレータ下にある出口の表示(2007年3月撮影)